# Sinovas
Sinovas è una località spagnola situata nella comunità autonoma di Castiglia e León. Il suo territorio è ricompreso in quello del comune di Aranda de Duero.